# Vladimir Samsonov
Vladimir Samsonov (em bielorrusso:  Уладзімір Віктаравіч Самсонаў, em russo:  Владимир Викторович Самсонов - Minsk, 17 de Abril de 1976) é um mesatenista bielorrusso. Foi três vezes campeão europeu (1998, 2003 e 2005) e vice campeão mundial (1997)
Predefinição:Carreira
Samsonov também é conhecido como o Sr. ECL (Liga dos Campeões da Europa) por ter participado do torneio pelo menos 15 anos seguidos e porque ele atualmente detém doze títulos de vencedores da ECL - três com o Borussia, cinco com Charleroi e quatro com Fakel Orenburg. Ele começou sua carreira no clube europeu quando ele se juntou ao Borussia Düsseldorf em 1994, depois sete anos depois mudou-se para o Royal Charleroi na Bélgica. Em 2008 mudou-se para a Espanha para jogar para a Cajagranada, mas dois anos depois mudou-se para o clube superliga russo Fakel Orenburg.
Samsonov também é conhecido como o Sr. ECL (Liga dos Campeões da Europa) por ter participado do torneio pelo menos 15 anos seguidos e porque ele atualmente detém doze títulos de vencedores da ECL - três com o Borussia, cinco com Charleroi e quatro com Fakel Orenburg. Ele começou sua carreira no clube europeu quando ele se juntou ao Borussia Düsseldorf em 1994, depois sete anos depois mudou-se para o Royal Charleroi na Bélgica. Em 2008 mudou-se para a Espanha para jogar para a Cajagranada, mas dois anos depois mudou-se para o clube superliga russo Fakel Orenburg.
Samsonov é famoso por ser um jogador top 10 maior do que qualquer outro na história do ranking oficial, exceto pela lenda do tênis de mesa Jan-Ove Waldner . Ele primeiro se juntou ao top-10 em 1996 e subiu para a posição superior em 1998. Ele ficou no top-10 por 15 anos até novembro de 2011. Ele é o # 18 em dezembro de 2017. [5] Ele também atualmente detém a distinção de ser o jogador com a maioria dos títulos do ITTF ProTour (27 [7] ). Ele foi vice-campeão nos campeonatos mundiais de 1997, e também é um campeão europeu três vezes (1998, 2003, 2005) e três vezes vencedor da Copa do Mundo (1999, 2001, 2009).
Samsonov recebeu o Troféu Fair Play Richard Bergmann nos campeonatos mundiais um recorde três vezes, em 2003, 2007 e 2013. [8]

## Vida pessoal
Desde a idade de sete anos, Samsonov foi treinado por Andrei Petkevich. Samsonov é casado com Natasha Samsonova. Natasha, nascida na antiga Jugoslávia, fala Sérvio, Croata, Russo, Inglês, Alemão, e Francês. Eles têm dois filhos.